# Kacujoši Kuvahara
Kacujoši Kuvahara (japonsko 桑原 勝義), japonski nogometaš in trener, * 30. maj 1944, Šizuoka, Japonska.
Za japonsko reprezentanco je odigral dve uradni tekmi.